# Yūshi Nakayashiki
Yūshi Nakayashiki (jap. 中屋敷 侑史, Nakayashiki Yūshi; * 29. Juni 1997) ist ein japanischer Eishockeyspieler, der seit 2025 bei den Nagoya Orques aus der neugegründeten XHL unter Vertrag steht.

## Karriere
Yūshi Nakayashiki begann mit dem Eishockey bei Kushiro Konan, wo er bereits als 16-Jähriger in der Japan Ice Hockey League spielte. Von 2016 bis 2024 spielte er mit den Ōji Eagles (ab 2022 = Red Eagles Hokkaidō) in der Asia League Ice Hockey. Seit 2025 steht er bei den Nagoya Orques aus der neugegründeten XHL unter Vertrag.

### International
Für Japan nahm Nakayashiki im Juniorenbereich an der U18-Weltmeisterschaft 2015 in der Division I teil. Mit den japanischen U20-Junioren spielte er bei der U20-Weltmeisterschaft 2015 in der Division I und 2017 in der Division II.
Für das japanische Herren-Team spielte er erstmals bei der Weltmeisterschaft 2017 in der Division I, in der er auch 2018, 2019 und 2022 spielte. Zudem vertrat er seine Farben bei der Olympiaqualifikation für die Winterspiele in Mailand 2026.

## Erfolge und Auszeichnungen
- 2013 Aufstieg in die Division I, Gruppe B, bei der U20-Weltmeisterschaft der Division II, Gruppe A
- 2014 Gewinn der Asia League Ice Hockey mit den Nippon Paper Cranes
- 2014 Wertvollster Spieler der Playoffs der Asia League Ice Hockey

## Asia-League-Statistik
(Stand: Ende der Saison 2023/24)